# Krypta des Fray Leopoldo
Die Krypta des Fray Leopoldo in Granada enthält die Überreste des spanischen Kapuziners Leopoldo de Alpandeire. Der vom Freskenmaler Hugolino de Belluno gestaltete Raum ist mit etwa 60.000 Besuchern pro Monat nach dem Komplex der Alhambra das am zweithäufigsten besuchte Monument der Stadt Granada.

## Leopoldo de Alpandeire
Fray Leopoldo, ein hauptsächlich in Granada tätiger Angehöriger des Kapuzinerordens, wurde auch „der Bettler der drei Ave Marias“ genannt, weil er für alle, die seinen Segen suchten, drei Ave Marias betete. Er starb am 9. Februar 1956 in Granada; im Jahr 2010 wurde er seliggesprochen.

## Krypta
Fray Leopoldos Leichnam wurde kurz nach seinem Tod in die Krypta gebracht, die sich direkt unter dem Kapuzinerkonvent an den Jardines del Triunfo in Granada befindet. Schon bald zog die Krypta viele Gläubige an, und dem Sarg wurde Wundertätigkeit zugeschrieben. Noch heute sieht man Menschen, die durch Auflegungen Beistand erbitten. Auf der Fray-Leopoldo-Website wird die Ansicht des Sarges rund um die Uhr live übertragen. Der Konvent selbst wurde in den 1960er Jahren wegen Baufälligkeit durch einen funktionalen Neubau ersetzt.

## Ausgestaltung
Der italienische Maler und Kapuziner Hugolino de Belluno wurde Ende der 1990er Jahre damit beauftragt, die Krypta-Kapelle des Fray Leopoldo auszugestalten. Resultat war ein 1998 als letzte Arbeit des Malers fertiggestelltes, raumgreifendes Werk, dessen Hauptteil entlang der Wände der als Rund ausgeführten Kapelle in Bildtafeln das Leben des Ordensbruders erzählt. Dabei zeigen Bellunos Bilder jeweils zwei Aspekte: zum einen die biografischen Ereignisse, zum anderen deren sozusagen transzendentale Interpretation, die durch die Verbindung zu in den Werken größer dargestellten Personen und Geschichten aus der Bibel erfolgt.
Die Namen der zehn Bildtafeln sind:
- I-Tuve hambre y me disteis de comer / Ich bin hungrig gewesen, und ihr habt mich gespeist (Matt. 25-35).
- II-Estuve desnudo y me vestisteis / Ich bin nackt gewesen, und ihr habt mich bekleidet.
- III-Quiero ser capuchino como ellos / Ich möchte Kapuziner sein wie sie.
- IV-Recibamos lo que nos dan, bueno y malo / Wir nahmen was sie gaben, im Guten wie im Schlechten.
- V-Soy un campesino como vosotros / Ich bin ein Bauer, so wie ihr.
- VI-Estuve enfermo y me visitasteis / Ich bin krank gewesen, und ihr habt mich besuchen.
- VII-El Espíritu Santo os lo enseñará todo / Der Heilige Geist wird euch alles lehren.
- VIII-La Virgen descendía vestida de Pastora / Die Jungfrau kam im Kleid einer Bäuerin.
- IX-A Jesús por María / Maria ist der Weg zu Jesus.
- X-Te adoramos tu Santa Cruz / Wir verehren das Heilige Kreuz.

Die Decke der Kapelle ist in strahlen- oder fächerförmiger Faltung gestaltet; die entstehenden Flächen hat der Künstler mit Texten aus dem Ave Maria und alter Musiknotation verziert.

## Museum
Neben der Krypta existiert auch ein kleines Museum, das dem Leben des Fray Leopoldo gewidmet ist und Fotografien und Objekten aus seinem Besitz sowie eine Replik des Zimmers, in dem er seine 42 Jahre in Granada verbracht hat, mit Originalmöbeln enthält. Weiter gibt es einen Souvenirladen.